# Внуково (Волоколамский район)
Внуково — деревня в Волоколамском районе Московской области России, входит в состав сельского поселения Спасское. Население — 5 чел. (2010).

## География
Деревня Внуково расположена на западе Московской области, в юго-западной части Волоколамского района, примерно в 22 км к юго-западу от города Волоколамска, у границы с Шаховским районом. Западнее деревни протекает река Искона, восточнее — река Руза (притоки реки Москвы). Ближайшие населённые пункты — деревни Трулиси и Канаево.

## Население
| 1852 | 1859 | 1899 | 1926 | 2002 | 2006 | 2010 |
| ---- | ---- | ---- | ---- | ---- | ---- | ---- |
| 223  | ↗233 | ↗278 | ↗357 | ↘2   | ↗7   | ↘5   |

## История
Внуково, деревня 2-го стана, Государственных Имуществ, 113 душ мужского пола, 110 женского, 34 двора, 121 верста от столицы, 45 от уездного города, на проселочной дороге.— Нистрем К. Указатель селений и жителей уездов Московской губернии, 1852 г.
В «Списке населённых мест» 1862 года — казённая деревня 2-го стана Можайского уезда Московской губернии по правую сторону Волоколамского тракта из города Можайска, в 40 верстах от уездного города, при речке Виткове, с 34 дворами и 233 жителями (117 мужчин, 116 женщин).
По данным на 1899 год — деревня Канаевской волости Можайского уезда с 278 душами населения.
В 1913 году — 66 дворов, земское училище.
1925—1929 гг. — центр Внуковского сельсовета Осташёвской волости Волоколамского уезда.
По материалам Всесоюзной переписи населения 1926 года — деревня в 12,8 км от Серединского шоссе и 26,67 км от станции Шаховская Балтийской железной дороги, проживало 359 жителей (162 мужчины, 197 женщин), насчитывалось 75 хозяйств, среди которых 74 крестьянских, имелась школа.
С 1929 года — населённый пункт в составе Волоколамского района Московского округа Московской области. Постановлением ЦИК и СНК от 23 июля 1930 года округа как административно-территориальные единицы были ликвидированы.
1929—1939 гг. — центр Внуковского сельсовета Волоколамского района (до 04.01.1939) и Осташёвского района (до 17.07.1939).
1939—1957 гг. — деревня Черневского сельсовета Осташёвского района.
1957—1963, 1965—1973 гг. — деревня Черневского сельсовета Волоколамского района.
1963—1965 гг. — деревня Черневского сельсовета Волоколамского укрупнённого сельского района.
1973—1994 гг. — деревня Кармановского сельсовета Волоколамского района.
В 1994 году Московской областной думой было утверждено положение о местном самоуправлении в Московской области, сельские советы как административно-территориальные единицы были преобразованы в сельские округа.
1994—2006 гг. — деревня Кармановского сельского округа Волоколамского района.
С 2006 года — деревня сельского поселения Спасское Волоколамского муниципального района Московской области.